# Liste der Biografien/Freh
Liste der Biografien |
Portal Biografien |
Personensuche
# |
A |
B |
C |
D |
E |
F |
G |
H |
I |
J |
K |
L |
M |
N |
O |
P |
Q |
R |
S |
T |
U |
V |
W |
X |
Y |
Z |
?
 
Fa |
Fe |
Ff |
Fh |
Fi |
Fj |
Fk |
Fl |
Fm |
Fn |
Fo |
Fr |
Ft |
Fu |
Fy
 
Fra |
Frc |
Fre |
Frg |
Fri |
Frk |
Frl |
Fro |
Fru |
Fry
 
Frea |
Freb |
Frec |
Fred |
Free |
Freg |
Freh |
Frei |
Frej |
Frek |
Frel |
Frem |
Fren |
Freo |
Frep |
Freq |
Frer |
Fres |
Fret |
Freu |
Frev |
Frew |
Frey |
Frez
Die Liste der Biografien führt alle Personen auf, die in der deutschsprachigen Wikipedia einen Artikel haben. Dieses ist eine Teilliste mit 23 Einträgen von Personen, deren Namen mit den Buchstaben „Freh“ beginnt.

## Freh
- Freh, Wilhelm (1910–1986), österreichischer Mineraloge, Petrograf und Museumsleiter

### Freha
- Fréha, Abdelkader (1942–2012), algerischer Fußballspieler

### Frehe
- Frehe, Horst (* 1951), deutscher Politiker (Bündnis 90/Die Grünen), MdBB
- Frehen, Hendrik Hubert (1917–1986), niederländischer Ordenspriester, Bischof von Reykjavík
- Freher, Dionysius Andreas (1649–1728), evangelischer Theologe und Kommentator Jacob Böhmes
- Freher, Marquard (1565–1614), deutscher Diplomat und Historiker

### Frehl
- Frehley, Ace (* 1951), US-amerikanischer RockmusikerAce Frehley (* 1951)

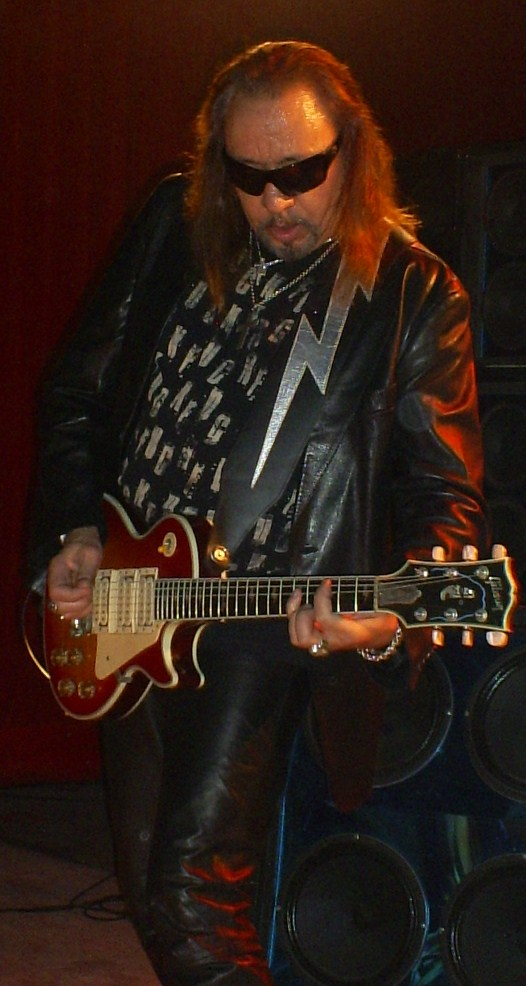
Ace Frehley (* 1951)

- Frehlich, Franz von (1771–1813), österreichischer Generalmajor und Ritter des Maria-Theresia-Ordens
- Frehling, Russell, US-amerikanischer Installationskünstler und Komponist

### Frehn
- Frehner, Joseph (1815–1876), Schweizer Arzt, Gemeindepräsident, Landesstatthalter und Landammann
- Frehner, Matthias (* 1955), schweizerischer Kunsthistoriker, Kurator und Publizist
- Frehner, Otto (1887–1973), Schweizer Lehrer, Historiker, Romanist und Germanist
- Frehner, Sebastian (* 1973), Schweizer Politiker (SVP)
- Frehner, Tabitha (* 1994), Schweizer Schauspielerin

### Frehs
- Frehse, Albin (1878–1973), deutscher Hornist und Hochschullehrer
- Frehse, Gabriele (* 1960), deutsche Turntrainerin
- Frehse, Jens (* 1943), deutscher Mathematiker
- Frehse, Jil (* 2004), deutsche Fußballtorhüterin
- Frehse, Krischan (* 1978), deutscher Bassist und ehemaliges Mitglied der Band Heavytones
- Frehse, Melanie (* 1982), deutsche Inneneinrichterin und TV-Einrichtungsberaterin
- Frehse, Tanja (* 1972), deutsche Schauspielerin
- Frehsee, Heinz (1916–2004), deutscher Politiker (SPD), MdB, MdEP
- Frehsner, Karl (* 1939), österreichischer Alpinskitrainer und Sportmanager